# Єфросинія Полоцька

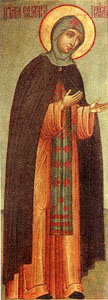

Предслава Святославна (біля 1105 — 1173), в релігійній традиції Єфросинія Полоцька — полоцька княжна з династії Ізяславичів (Рогволодовичів), черниця та просвітниця, ігуменя. Перша жінка-черниця в Київській Русі, одна з найосвіченіших жінок ХІІ століття. Православна та католицька свята.
Донька полоцького князя Святослава Всеславича і княжни Софії Комнени. Деякі історики вважають, що княжна Софія була онукою Ярослава Мудрого та праонукою в п'ятому поколінні князя Володимира Великого.

## Біографія

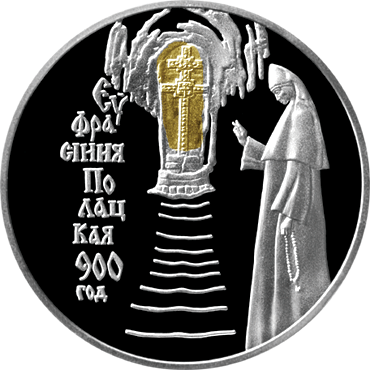
20 рублів Білорусі присвячені Єфросинії Полоцькій

### Ранні роки та примусовий шлюб
Народилась Предслава близько 1105 року. Місце її народження достовірно невідоме. З дитячих років вона була навчена читанню Псалтиря та інших книг Священного Писання. Любов до книжного навчання поєднувалася в неї із старанною молитвою, зовнішня краса — з цнотливістю і глибокою зосередженістю. Слава про її мудрість і красу розповсюдилася далеко за межі Полоцької землі. Коли княжні виповнилось 12 років (з цього віку дівчинка тоді вважалась нареченою), батьки вирішили віддати її в шлюб. Багато князів просили руки Предслави, проте всі шлюбні пропозиції вона відкидала. Одного разу, дізнавшись, що батьки хочуть заручити її з одним із знатних князів, вона таємно пішла з дому в обитель, де була настоятелькою її тітка, ігуменя Романія (вдова князя Романа Всеславича). Попри юність і красу Предслави, Романія не злякалася можливого гніву її батьків, призвала священномонаха та повеліла йому постригти молоду княгиню в чернечий образ під іменем Єфросинія (з грецької — «радість») на честь Єфросинії Александрійської.

### В чернецтві
З благословення єпископа Полоцького Ілії юна черниця стала жити при Софійському соборі, наслідуючи тим самим перебування Пресвятої Богородиці в Єрусалимському храмі. Тут вона не тільки вивчала книги в бібліотеці собору, але й переписувала їх. Виручені від продажу книг гроші преподобна Єфросинія таємно роздавала бідним.
Одного разу у сні Єфросинії з'явився Ангел Господній, який велів їй заснувати обитель недалеко від Полоцька в містечку під назвою Сільце. Це видіння повторилося ще двічі. З тим же повчанням Ангел з'явився і єпископу Полоцкому Ілії. Через деякий час при князі Борисі Всеславичу в 1125 році — єпископ Ілія з належним торжеством передав святій Єфросинії Преображенський храм в Сільці для заснування при ньому жіночого монастиря. Вирушивши туди, преподобна Єфросинія узяла з собою тільки свої книги — «весь свій маєток».

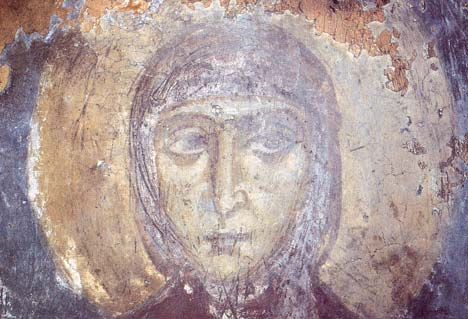
Фрагмент фрескового розпису Спасо-Преображенського храму. Ряд вчених вважають, що на фресці зображена сама Єфросинія Полоцька

Поступово, рік за роком, Спасо-Преображенський монастир розширювався, кількість його насельниць зростала. З часом тут були пострижені в чернецтво сестри преподобної Єфросинії: рідна — Гордислава Святославна (під іменем Євдокія) і двоюрідна — Звенислава Борисівна (під іменем Євпраксія). Преподобна Єфросинія вчила молодих послушниць грамоти, переписування книг, співу, шиття й інших ремеслел, щоб з юності вони знали Закон Божий і мали навички до працьовитості. Заснована Єфросинією при монастирі школа сприяла швидкому зростанню обителі. Через деякий час невеличка дерев'яна церква вже не вміщала всіх, хто молиться, і Єфросинія заклала нову церкву, кам'яну Святого Спаса, що була зведена за 30 тижнів. Інтер'єр церкви Спаса був багато прикрашений фресковим розписом. Храм зберігся до нашого часу, проте в XIX столітті у зв'язку з проведеним ремонтом зовнішній вигляд Спаської церкви значно змінився.
Предметом особливого піклування Преподобної Єфросинії був заснований нею Богородицький монастир. Для нього свята просила Патріарха Константинопольського Луку і візантійського імператора Мануїла прислати їй список з чудотворної Ефеської ікони Божої Матері, колись написаний святим євангелістом Лукою.
Свою просвітницьку діяльність і працю з облаштування монастиря свята Єфросинія суміщала з турботою про примирення сусідів, запобігаючи сваркам і розбратам між князями, боярами і простими людьми. Усім охочим жити благочестиво преподобна давала духовні поради. Знаючи силу її молитви, багато хто приходили до неї по духовну допомогу і знаходили її.

### Останні роки
В пізні роки Єфросинія, передчуваючи смерть, бажала поклонитися Живоносному Гробу Господньому. Доручивши монастир управлінню своєї сестри Євдокії, вона разом з іншою сестрою Євпраксією і племінником Давидом вирушила в Святу Землю. Після паломництва до святинь Константинополя вона прибула до Єрусалиму. Поклонившись Гробу Господньому, свята Єфросинія прийняла мирну і блаженну кончину в руському монастирі на честь Пресвятої Богородиці в Єрусалимі 23 травня 1173 року. За іншими відомостями, вона була похована в обителі святого Феодосія в паперті храму Пресвятої Богородиці.

## Мощі
3 жовтня 1187 року Єрусалим завоював султан Саладін, який зажадав від християн в п'ятидесятиденний термін покинути місто, заздалегідь викупивши своє життя. Ченці монастиря, повертаючись на батьківщину, узяли з собою святі мощі княжни Єфросинії, які перенесли в Києво-Печерську Лавру. У 1910 році мощі преподобної Єфросинії були урочисто перенесені в Полоцьк, в заснований нею монастир, де вони знаходиться в даний час.

## Вшанування пам'яті

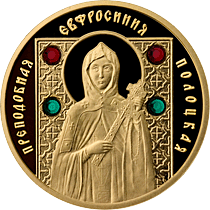
Золота монета

Пам'ятник у Полоцьку

У 1984 році Єфросинія Полоцька була зарахована до Собору Білоруських Святих. Її ім'я носять церкви в міста Саут-Рівер (США) і Торонто (Канада). Щорічно в Полоцьку на початку липня відмічається день народження святої. Організовується служба, винесення Єфросинівського хреста. На цьому заході завжди присутній митрополит Мінський і Слуцький, Патріарший екзарх всієї Білорусі.
Полоцький міськвиконком прийняв про присвоєння міській школі № 18 імені преподобної Єфросинії. Заходи на честь видатної землячки регулярно організовуються у всіх культурно-просвітницьких установах Полоцька. В Полоцьку і Мінську білоруській святій встановлено пам'ятники.
Білоруська Православна Церква заснувала орден преподобної Єфросинії Полоцької.
4 червня 2001 року Національним банком Білорусі в обіг були випущені пам'ятні монети номіналом 20 (срібна, якості «пруф») і 1 (мідно-нікелева якості «пруф-лайф») білоруських рублів з нагоди 900-річчя від дня народження Єфросинії Полоцької. Монети були відчеканені на Монетному дворі Польщі у Варшаві накладом по 2000 штук кожна.
28 листопада 2008 року Банк Білорусі випустив в обіг золоті пам'ятні монети номіналом 50 білоруських рублів «Преподобна Єфросинія Полоцька».
У 2003 році Заслужена артистка Республіки Білорусь Анжеліка Агурбаш випустила сингл «Присвячення Єфросинії Полоцькій».

## Канонізація
Свята і у католицизмі і у православ'ї. День пам'яті 23 травня (5 червня).